# Tubilleja
Tubilleja o Tubilleja de Ebro es una localidad española de la comarca burgalesa de Las Merindades. Está situada al pie de la sierra de la Albuera, en el valle de Zamanzas y pegada a la margen derecha del río Ebro. Pertenece al partido judicial de Villarcayo y al ayuntamiento de los Altos.
En el Becerro de las Behetrías de Castilla (s XIV) se la menciona como Touiella de val de sant marcos, indicando que tenía por señor de behetría a Diego Pérez Sarmiento, aunque los vecinos sólo tributaban al rey. Pocas noticias históricas más de este pueblo se conocen hasta la nota en el diccionario Madoz, en el que se dice que  tiene un clima "templado rRyaludable", 30 casas en las que viven 60 vecinos que cultivan patatas, cereales, legumbres, lino y frutas en la vega, mientras que el monte está poblado de encinas.

## Patrimonio arquitectónico
De su patrimonio arquitectónico destaca la iglesia parroquial de San Pedro Apóstol, muy  alterada desde su fábrica original, con buenos muros de sillería y en la que destaca un reloj de sol del s XVII hecho por un maestro cantero del vecino pueblo de Ahedo de Butrón.
Además de la iglesia de San Pedro, hay que mencionar la ermita de San Roque, del siglo XVII, y las casonas solariegas con los escudos tallados en piedra de los Zorrilla, Ruiz de Allende, y Sedano.

## Festividad[citarequerida]
Celebra sus fiestas el 16 de agosto día de San Roque, así como el día 15 de agosto (Asunción de la virgen María). El día de San Roque se lleva a cabo una romería en la cual los habitantes se desplazan desde la iglesia del pueblo hasta la ermita de San Roque, situada fuera de Tubilleja  aproximadamente a 1 kilómetro, entre esta y otra localidad denominada Quintanilla Colina. Durante dicho desplazamiento llevan a hombros una estatua del santo (generalmente unas cuatro personas) así como otros estandartes. A lo largo del desplazamiento la gente ora y canta bajo la supervisión del cura.

## Densidad de población
La comarca de Las Merindades ha experimentado un fuerte descenso poblacional, especialmente acusado en los núcleos de población pequeños, como es Tubilleja. La densidad de habitantes de Tubilleja, 2,25 hab./km² sitúa a este pueblo muy por debajo del límite de desertización poblacional en zonas de montaña (12 hab/km²).  Además de la economía rural de subsistencia, el turismo es casi la única industria con cierta importancia en la zona, favorecida por un entorno natural en el que destaca el parque natural de las Hoces del Alto Ebro y Rudrón.

## Fauna local
Con respecto a la fauna de los alrededores existe una gran variedad:
Mamíferos como el conejo, lobo ibérico, zorro, nutria, erizo, corzo, ciervo.
Aves destacando el águila real y perdicera, alimoche, halcón peregrino, buitre leonado y búho real.
Moluscos como cangrejo americano o caracol.
Peces destacando la trucha.

## Destrucción del puente
Las fuertes riadas, debidas al aumento del caudal del río Ebro, en el año 2015, dieron lugar a la destrucción del puente que unía el municipio de Tubilleja con el de Robredo de Zamanzas, así como los valles de Zamanzas y Los Altos. El arreglo del puente aún está pendiente dado que, a día de hoy, no está claro quién debe correr con los gastos del arreglo del mismo.
La carencia del puente ha generado cierto malestar entre los habitantes de Tubilleja, que a día de hoy se ven obligados a realizar trayectos en coche con una duración bastante mayor si quieren desplazarse a determinados pueblos de la zona. Algunos de ellos afirman sentirse aislados y aducen que este aislamiento está perjudicando a la principal fuente de ingresos del pueblo, el turismo.